# Torsburgen (naturreservat)
Torsburgen är ett naturreservat i Kräklingbo socken i Region Gotland på Gotland.
Området är naturskyddat sedan 1994 och är 158 hektar stort. 
Reservatet omfattar hällmarker på klinten Torsburgen, där det även finns en fornborg med samma namn. Torsburgen avgränsas av 10-25 meter höga stup åt väster, norr och öster. I den nordvästra branten finns flera grottor, där den djupaste är 16 meter, och heter Burglädu.
Vid sluttningen vid klintens norra sida finns ett högt utsiktstorn. På väg upp till fornborgen växer bland annat den sällsynta gulkronillen, och andra sällsynta växter man kan hitta är uddbräken, gotlandssippa och timjansnyltrot. Dessutom finns den, på Gotland, rikaste populationen av kryddväxten kungsmynta och även orkidéerna röd skogslilja och knärot.

## Skogsbränder
I juli 1992 inträffade här en av Gotlands största skogsbränder i modern tid, då ca 10 kvadratkilometer skog eldhärjades.
Man vet även att det var en omfattande skogsbrand år 1655 som eldhärjade betydande delar av de fyra socknarna Alskog, Ala, Ardre och Kräcklingbo. När Carl von Linné besökte platsen år 1741 noterade han att det på grund av en brand "för länge sedan" knappt fanns någon skog där. Han syftade troligen på den nämnda skogsbranden.

## Bilder

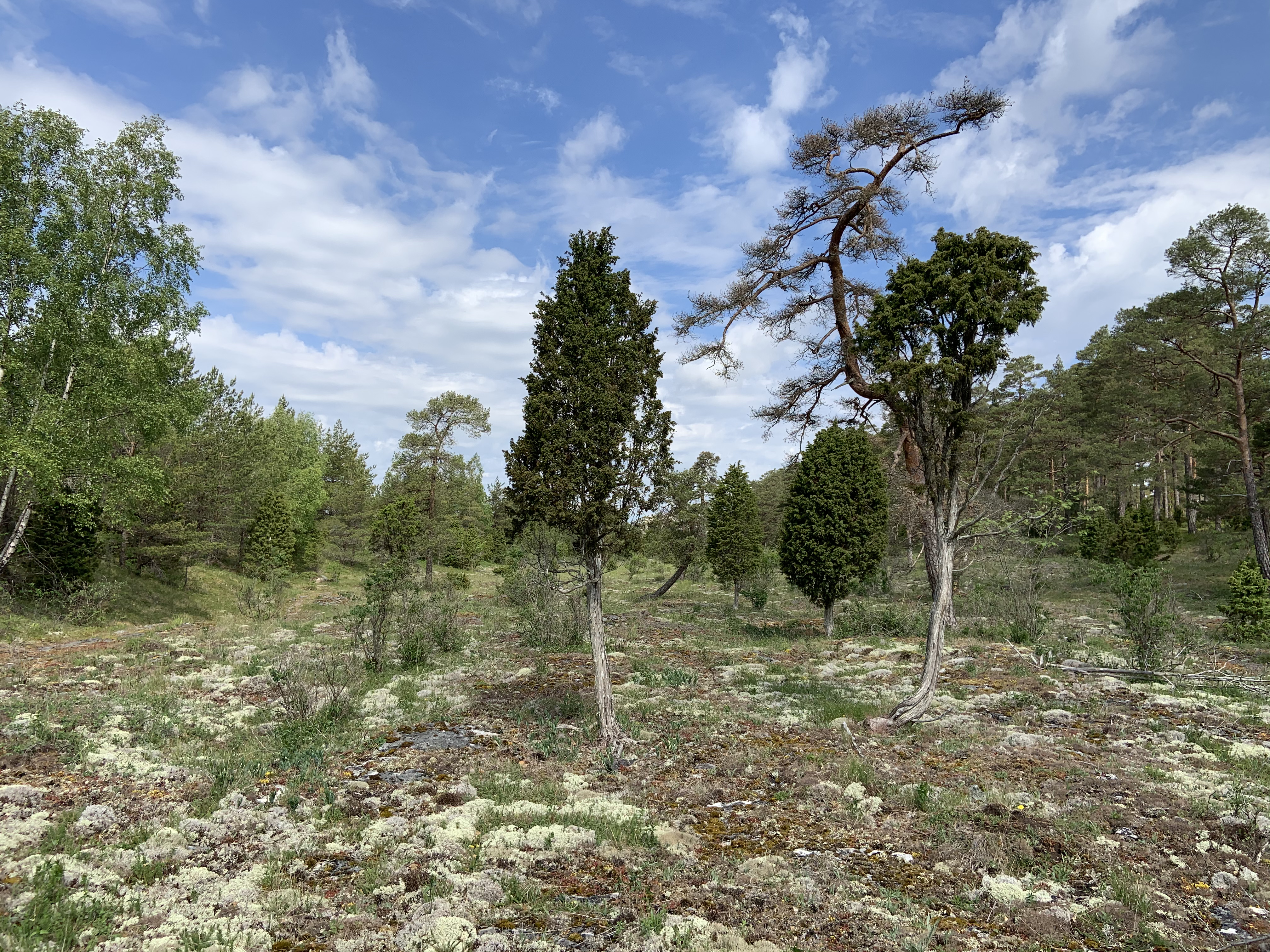
Landskap i Torsburgen naturreservat.
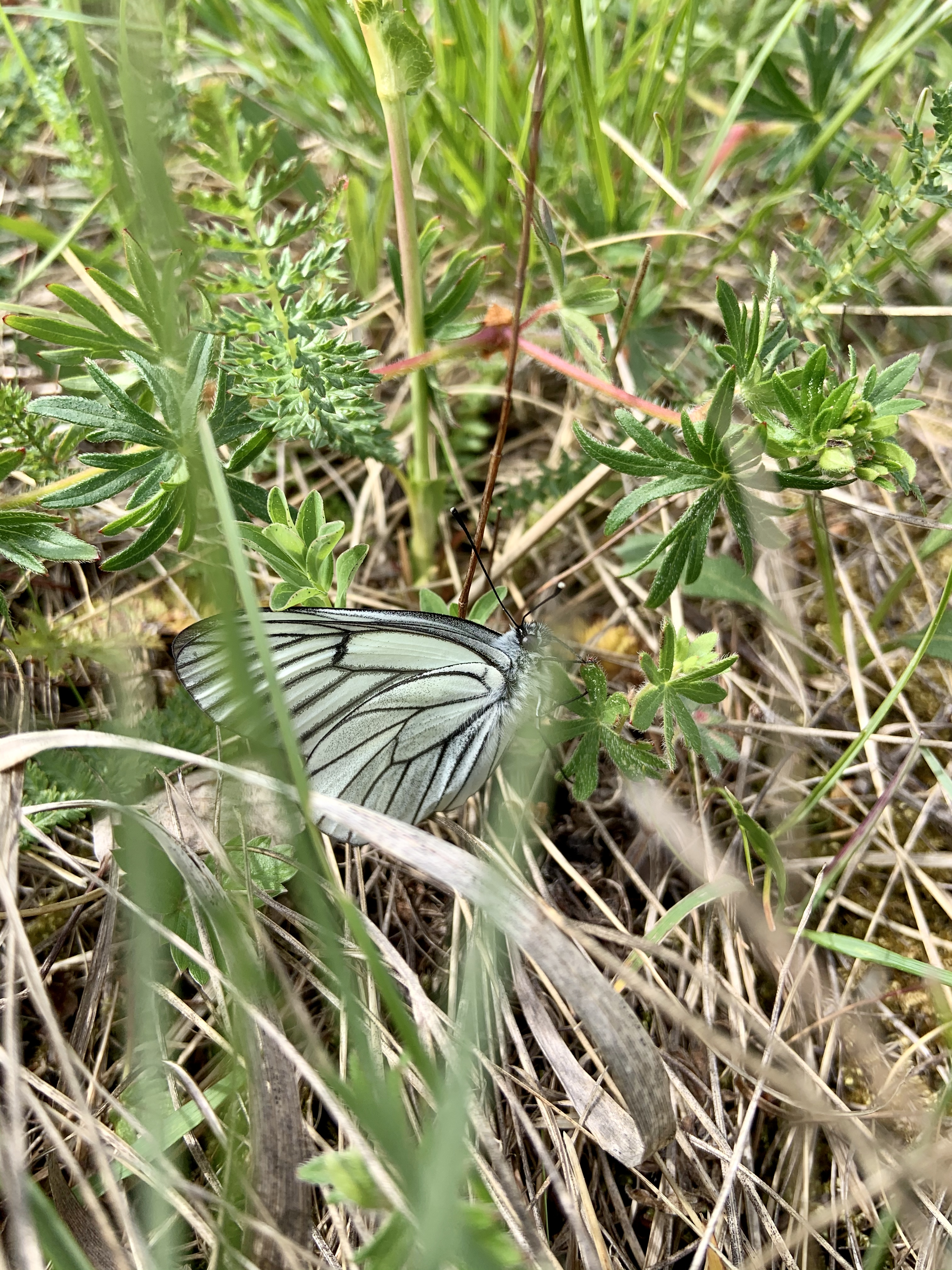
Hagtornsfjäril i naturreservatet.
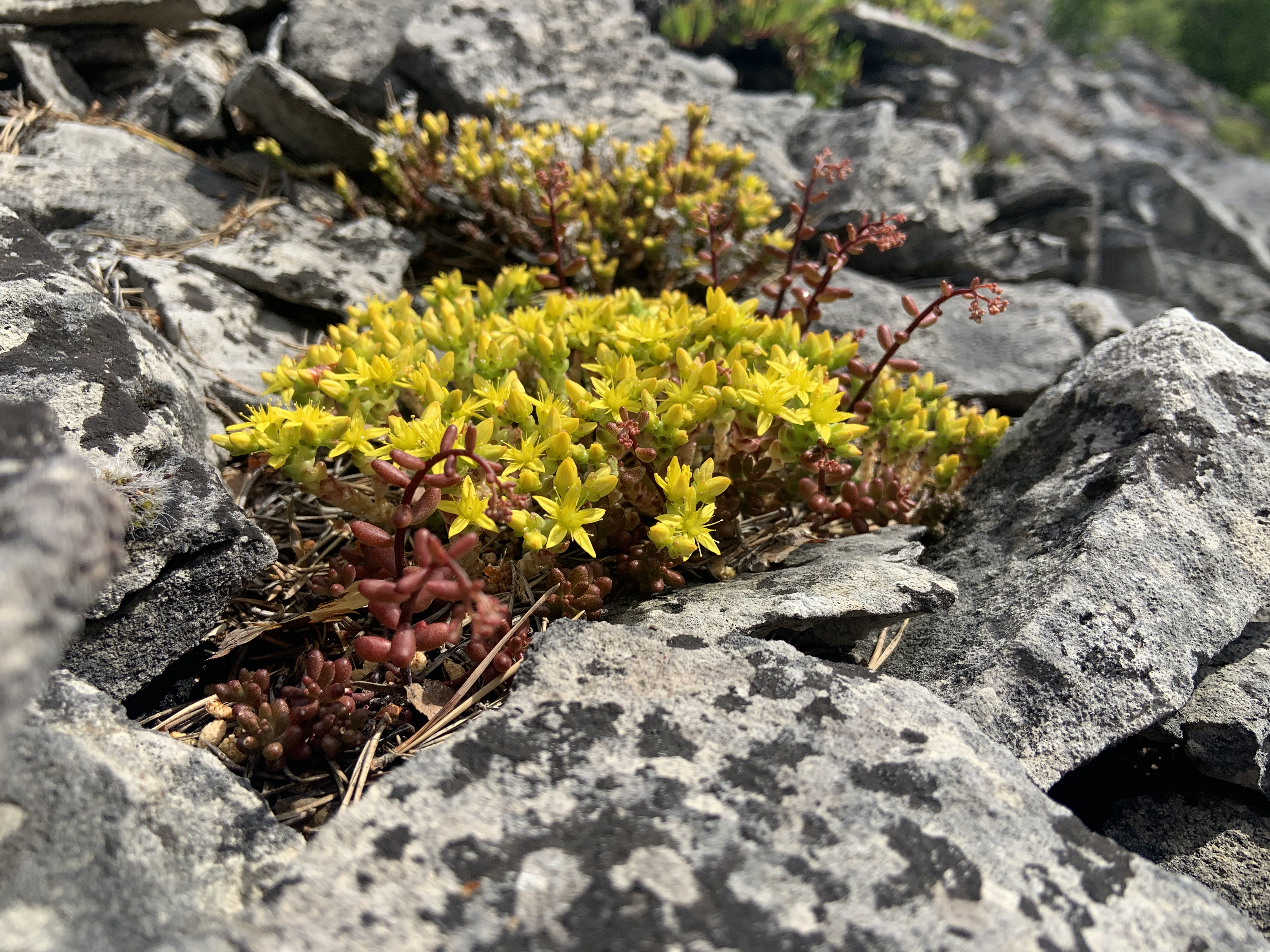
Gul fetknopp vid Torsburgen.
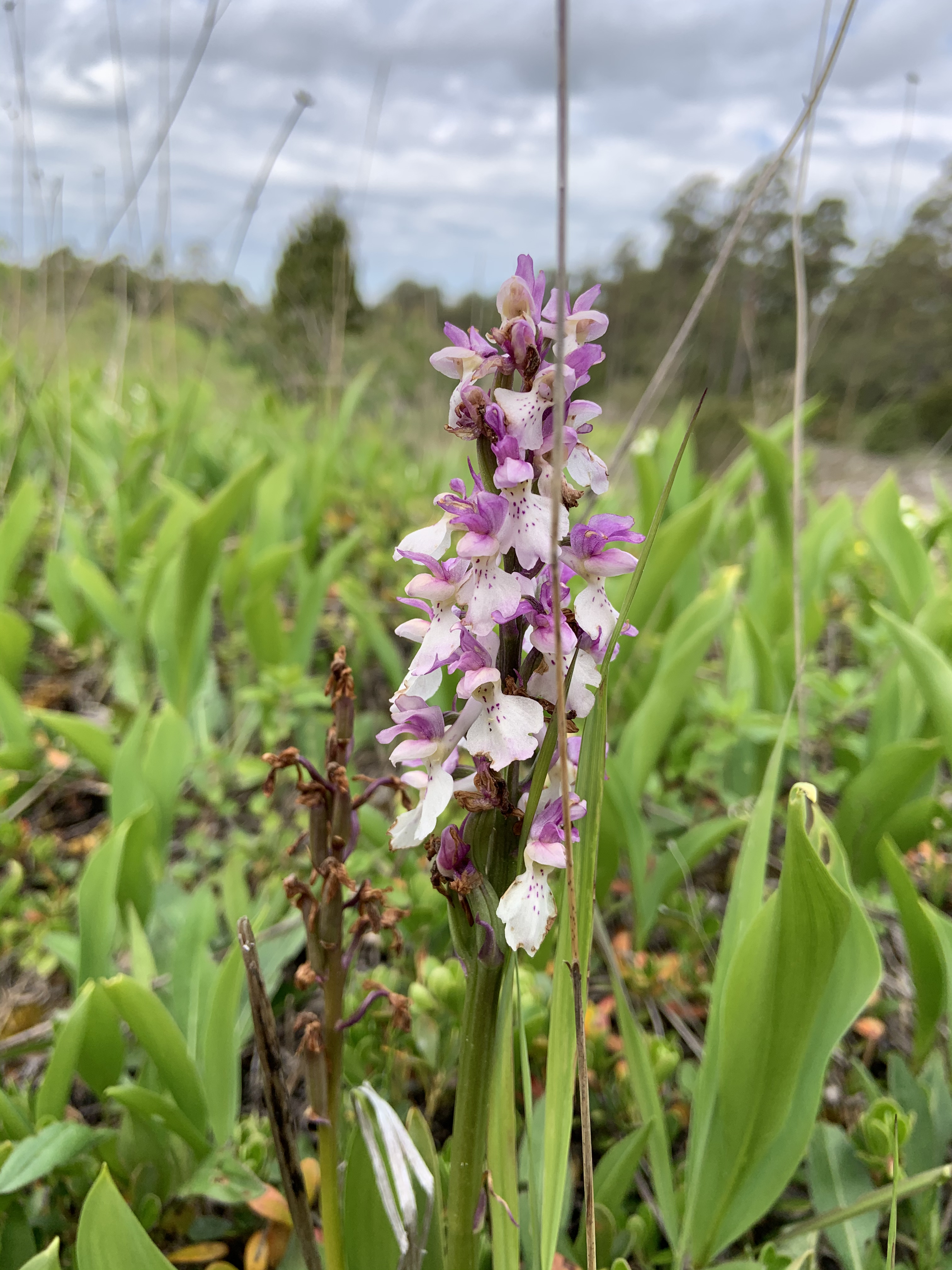
Sankt Pers nycklar är en av orkidésorterna som finns i naturreservatet.